# Blejești
Blejești is een Roemeense gemeente in het district Teleorman.
Blejești telt 3988 inwoners.